# Tholera desyllesi
Tholera desyllesi är en fjärilsart som beskrevs av Jean Baptiste Boisduval 1840. Tholera desyllesi ingår i släktet Tholera och familjen nattflyn. Inga underarter finns listade i Catalogue of Life.